# كورتني ويتمور
كورتني ويتمور أو كما تسمى أيضًا ستارغيرل (بالإنجليزية: Stargirl)‏ هي بطلة خارقة وشخصية خيالية من دي سي كومكس ظهرت في الكثير من القصص المصورة لها والمسلسلات التلفزيونية لها مثل جاستس ليج أنليميتيد وفريق العدالة أكشن وغيرها، ظهرت لأول مرة في القصص المصورة في يونيو من عام 1999.